# 天主教吉隆坡總教區
天主教吉隆坡總教區（拉丁語：Archidioecesis Kuala Lumpurensis）是羅馬天主教一個教省總教區，範圍包括馬來西亞的吉隆坡聯邦直轄區、雪蘭莪、森美蘭、彭亨和登嘉樓四州。主教座堂為聖若望主教座堂。

## 現況
總教區於2014年時有185,617名教友（佔轄區總人口1.78%）。總教區有35個堂區、57名司鐸、17名修士、102名修女。現任總主教為廖炳堅。

## 歷史
1888年屬馬六甲教區管轄。1955年2月22日划分為教區。1972年12月18日升格為總教區，下轄馬六甲-柔佛教區和檳城教區。

## 歷任主教及總主教
- 道明·文達爾貢（1955年－1983年）
- 安多尼·沙德·費爾南德斯樞機（1983年－2003年）
- 墨菲·帕基安（2003年－2013年）
- 廖炳堅（2014年至今）

## 所辖教区
- 天主教馬六甲-柔佛教區
- 天主教檳城教區